# Fraissinet-de-Fourques
Fraissinet-de-Fourques är en kommun i departementet Lozère i regionen Occitanien i södra Frankrike. Kommunen ligger i kantonen Meyrueis som tillhör arrondissementet Florac. År 2022 hade Fraissinet-de-Fourques 82 invånare.

## Befolkningsutveckling
Antalet invånare i kommunen Fraissinet-de-Fourques
| Referens: INSEE |